# Tourismus in China

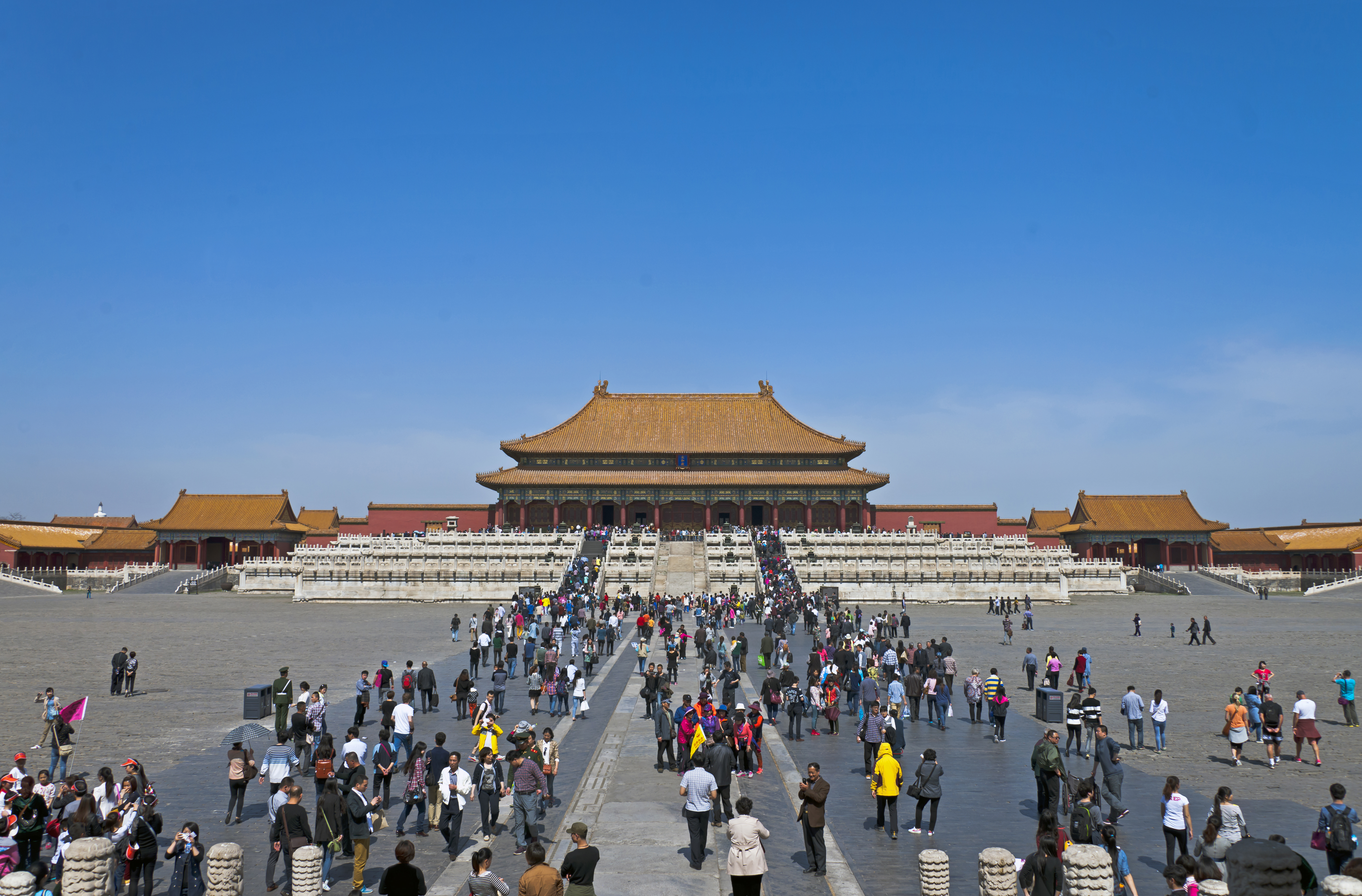
Touristen in der Verbotenen Stadt, Peking

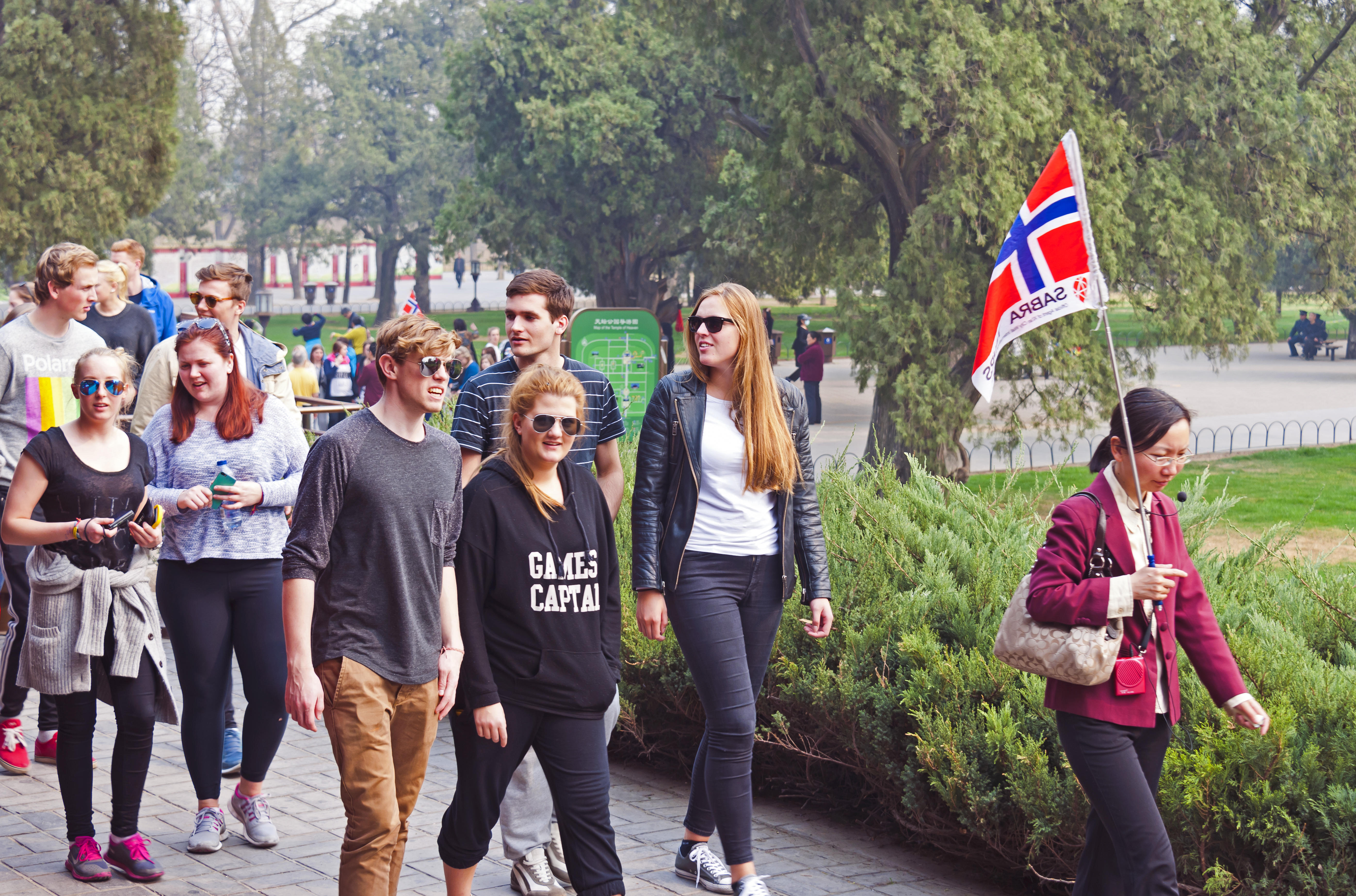
Norwegische Touristen am Himmelstempel

Der Tourismus in China ist von großer wirtschaftlicher Bedeutung, da die internationalen Ankünfte von den Jahren 2000 bis 2016 extrem gestiegen sind und damit auch die Einnahmen durch den Tourismus. Lagen diese im Jahr 2000 noch bei 17,318 Milliarden US-Dollar (ca. 14,796 Milliarden Euro), so stiegen sie bis zum Jahr 2016 auf 44,432 Milliarden US-Dollar (ca. 37,966 Milliarden Euro).
Wie in den Vorjahren war die Volksrepublik China im Jahr 2017 an vierter Stelle der am meisten besuchten Länder. 2017 wurde geschätzt, dass das Land bis zum Jahr 2020 auf Platz eins der am meisten besuchten Länder steigen wird. Zwischen 2015 und 2016 nahm die Zahl der Übernachtungen um 4,2 % zu. Auch im ersten Halbjahr von 2017 stieg die Tourismusaktivität in China im Vergleich zu 2016 um 2,4 %. Gründe für den steigenden Tourismus sind beispielsweise vereinfachte Visa-Regelungen oder das verstärkte Engagement der Regierung im Bereich Touristik.
Der Beitrag der Tourismusindustrie zum BIP lag im Jahr 2017 bei 11 %. Das sind 1349,3 Milliarden US-Dollar (ca. 1153 Milliarden Euro). Auch für die folgenden Jahre wird ein starkes Wachstum prognostiziert. Der Anteil des Tourismus an der Arbeitsplatzverteilung liegt bei 10,3 %. Außerdem befindet sich der chinesische Tourismus im Ausland im Wachstum, seitdem die Entwicklung des Tourismus im Jahr 2009 zum nationalen Wirtschaftsziel ernannt wurde. Dieser Markt wurde 2011 noch weiter geöffnet durch die Erteilung von Outbund-Lizenzen an die drei ausländischen Reiseanbieter TUI, Japan Travel Bureau und American Express.

## Geschichte

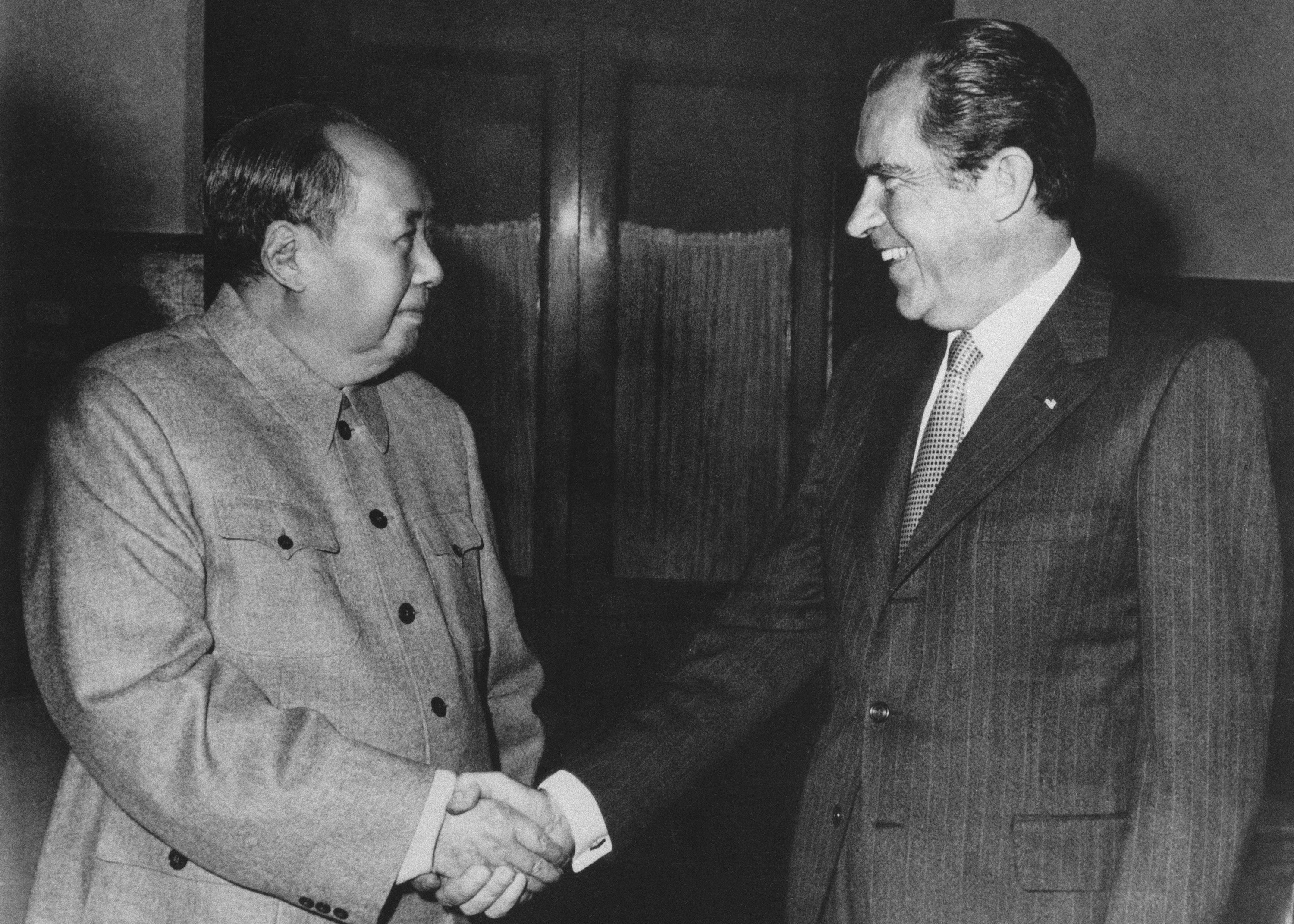
Richard Nixons historische Begegnung mit Mao Zedong

Zur maoistischen Zeit zwischen 1943 und 1976 war das private Reisen in China nicht hoch angesehen. Für die Betreuung von anreisenden Delegationen aus der UdSSR und anderen Ostblockstaaten wurde jedoch 1954 ein internationales Reisebüro eingerichtet. Ab 1964 wurde durch den damaligen Ministerpräsidenten Zhou Enlai eine Verwaltungsbehörde für Tourismus eingerichtet, die jedoch nur bis zur Ausrufung der Kulturrevolution tätig war, im Rahmen derer der Fremdenverkehr generell einen schlechten Ruf hatte.
Eine neue Phase des Tourismus begann im Jahr 1972 mit dem Besuch des damaligen US-Präsidenten Richard Nixon. Nach diesem Besuch wurde die Verwaltungsbehörde für Tourismus wieder aufgebaut. In China entwickelte sich ein kulturrevolutionärer Tourismus nach den Vorstellungen der Viererbande. Mit der Entmachtung dieser Gruppe und der Öffnung Chinas durch Deng Xiaoping konnte der Tourismus in China ausgebaut werden. Teil des Aufbaus der Tourismusindustrie waren unter anderem Hotel- und Infrastrukturprojekte. Neue Berufe entstanden und die Ausbildung von Servicekräften wurde vorangetrieben. Im Jahr 1978 reisten geschätzt 1,8 Millionen Touristen in China ein, der Großteil davon kam aus Hongkong, Macau und Taiwan. Im Jahr 2000 reisten über 10 Millionen Touristen ein, nicht einberechnet sind dabei die eben genannten Gebiete.
Mit dem Entstehen einer starken Mittelklasse in China wurde Ende der 1990er Jahre der chinesische Tourismus in andere Länder populär; die chinesische Regierung lockerte die internationalen Reisebedingungen. Auch im neuen Jahrtausend entwickelt sich der chinesische Inlands- und Auslandstourismus positiv. Durch den Beitritt zur Welthandelsorganisation (WTO) 2001 und das Ausrichten der Olympischen Spiele im Jahr 2008 demonstrierte China eine neue Offenheit. Das wirkte sich positiv auf den weiteren Ausbau der Tourismusindustrie aus.

### Einreiseverkehr
Der Einreiseverkehr konnte sich in China vor allem seit den Öffnungsreformen durch Deng Xiaoping ab 1978 entwickeln. Dennoch wurden in den ersten Jahren zunächst nur Bildungsreisen oder politische Besuche gestattet. Erst ab 1982 wurde der Tourismus zu einer ökonomischen Aktivität erklärt. 1986 wurde der Tourismus in den nationalen Plan für soziale und ökonomische Entwicklung aufgenommen. Im Rahmen dieser Entwicklungen nahm der Einreiseverkehr in China extrem zu. 1978 reisten 229.000 Ausländer nach China ein. Im Jahr 2000 waren es bereits 10 Millionen. Im Jahr 2016 waren es 28 Millionen, für 2017 wurde ein Wachstum des Einreisetourismus von 3,5 % prognostiziert. Im Jahr 2016 kamen 4,76 Millionen der China-Reisenden aus Südkorea, es war die größte Gruppe. Auf Platz zwei und drei lagen Japan und die Vereinigten Staaten. Deutschland befand sich auf Platz 14.

### Ausreiseverkehr
Der Tourismus wird auch unter den Chinesen durch steigendes Einkommen und vereinfachte Visa-Regelungen immer populärer. Im Jahr 2017 unternahmen Chinesen 130,5 Millionen Reisen, das waren 7 % mehr als im Jahr zuvor. Für 10 Nationen ist China die größte Touristenquelle, dazu gehören Länder wie Thailand, Japan und Südkorea. Seit 2014 hat China die USA als größten Markt für Auslandstourismus überholt. 2014 gaben die Chinesen insgesamt 124 Milliarden US-Dollar (ca. 106 Milliarden Euro) für den internationalen Tourismus aus. 85 % des chinesischen Tourismus bewegt sich in Richtung der großen Touristenziele des jeweiligen Landes, da Gruppenreisen sehr beliebt sind. Europa ist für Chinesen ein beliebtes Reiseziel. Im Jahr 2015 besichtigten 12 Millionen Chinesen mindestens ein Ziel in Europa. Meist werden Ziele in Westeuropa bevorzugt, wo in etwa die Hälfte der Ankünfte von China nach Europa verzeichnet werden. Im Jahr 2014 lagen Frankreich, Italien und Deutschland dabei auf den ersten drei Plätzen. Bei einer durchschnittlichen Reise wurden zwischen 1500 und 3000 Euro ausgegeben. Etwa ein Drittel dieses Betrags entfiel auf Einkäufe.

### Politische und diplomatische Einflüsse
Wo chinesische Touristen eine bedeutende wirtschaftliche Rolle für die jeweiligen Reiseziele spielen, können sie von der chinesischen Regierung als Druckmittel verwendet werden. Das ist am Beispiel Südkoreas zu erkennen, wo kaufkräftige chinesische Touristen ausblieben, nachdem dort ein US-amerikanisches Raketenabwehrsystem stationiert werden sollte. Die Tourismusbranche in Südkorea wurde dadurch hart getroffen, unter anderem die Geschäfte der Lotte-Group, die auf den Verkauf von zollfreien Waren spezialisiert sind. Der Konzern hatte sich bereit erklärt, Grundstücke für das Raketenabwehrsystem zur Verfügung zu stellen, woraufhin zahlreiche Lotte-Geschäfte in China schließen mussten.
Auch die Beschränkungen für Gruppenreisen aus China ins Ausland, die im Jahr 2020 erlassen wurden, lassen sich nicht mit epidemiologischen Fallzahlen und unterschiedlichen medizinischen Gefährdungen begründen: Schon im Januar 2023 wurden beispielsweise Gruppenreisen u. a. nach Russland und Kuba wieder zugelassen, danach Gruppenreisen nach Frankreich; aber erst am 10. August 2023 verkündete das Ministerium für Kultur und Tourismus die Aufhebung von Reisebeschränkungen die USA, nach Deutschland, Südkorea und in weitere Staaten. Für Kanada sind immer noch keine Gruppenreisen erlaubt (Stand: August 2023).
Auch der Einreiseverkehr nach China ist von politischen Einflüssen betroffen. Zum Beispiel sanken angesichts der konfliktreichen Situation zwischen Japan und China die Touristenzahlen von Japanern nach China zwischen 2004 und 2014 um 19 %.

### Wirtschaftliche Bedeutung
Der Tourismus spielt für die chinesische Wirtschaft eine wichtige Rolle, da er den Handel enorm anregt durch neue potenzielle Kunden, die die Nachfrage erhöhen. Zwischen 1978 und 1998 stiegen die Einnahmen durch den Einreiseverkehr von 0,26 Milliarden US-Dollar (ca. 0,22 Milliarden Euro) auf 12,6 Milliarden US-Dollar (ca. 10,8 Milliarden Euro). Dies gilt auch für den chinesischen Inlandstourismus. Er steigt insbesondere zu bestimmten Feiertagen enorm an und hat positive Auswirkungen auf die chinesische Wirtschaft, auch wenn die Einnahmen durch Chinesen im Vergleich zu den Einnahmen durch Ausländer geringer sind. Die Ausgaben der Chinesen für Reisen innerhalb Chinas wurden zum Frühlingsfest 2018 auf 62 Milliarden Euro geschätzt. Im Jahr 2016 betrugen die Einnahmen durch ausländische Touristen 44 Milliarden US-Dollar (ca. 37,6 Milliarden Euro). Im Jahr 2015 hatte China einen Anteil von 8,1 % am Welttourismus. Das waren 114,109 Milliarden US-Dollar (ca. 99,5 Milliarden Euro).

## Touristenziele

### Städtetourismus

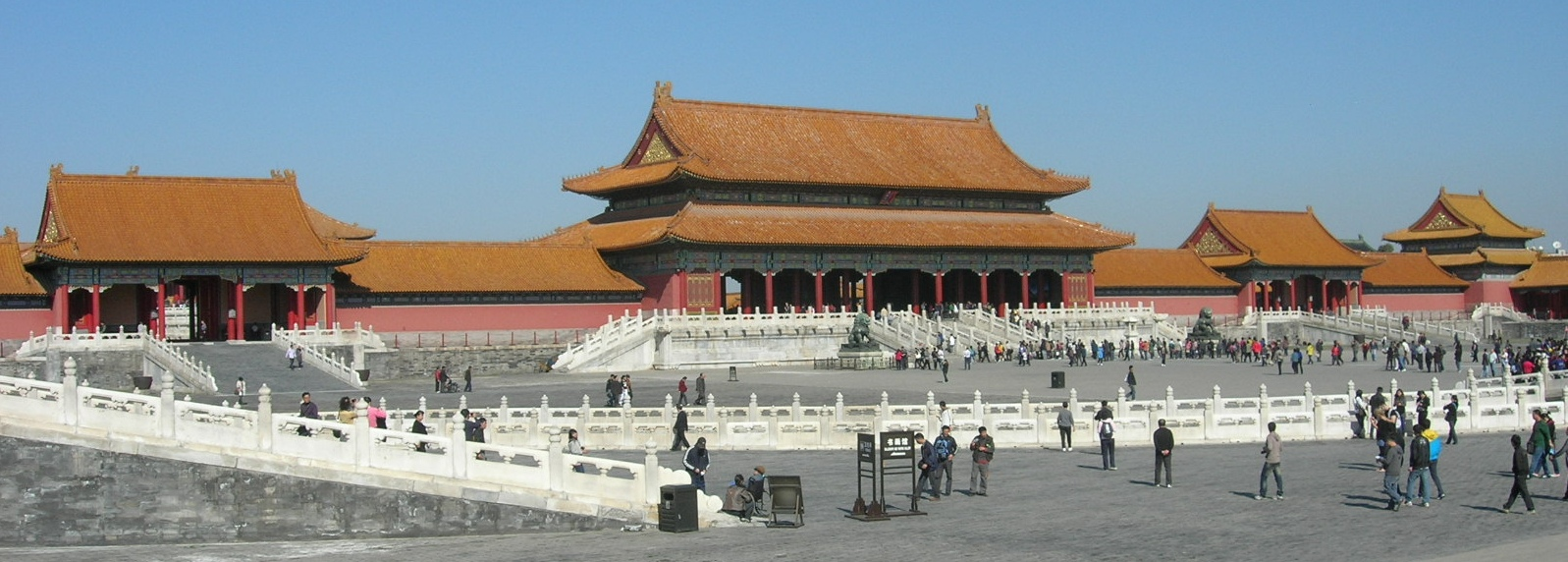
Kaiserpalast in Peking

Wenn Hong Kong und Macau dazugezählt werden, gehören einige chinesische Städte zu den zehn meistbesuchten Städten der Welt. Im Jahr 2015 lag Macau mit 15,4 Milliarden Besuchern auf Platz 5 und Shenzhen mit 12,6 Milliarden Besuchern auf Platz 9. Die Besucherzahlen in diesen Städten sind so hoch, da die Besucherströme von Festlandchina aus in Richtung Hongkong und Macau miteingerechnet werden. Shenzhen bietet einerseits für Touristen auf dem Weg nach Hongkong einen Durchreiseort. Andererseits ist diese Stadt auch Technologiezentrum und wichtiger Wirtschaftsstandort, was Shenzhen zum Anreisepunkt für zahlreiche Geschäftsreisende macht. Zu den klassischen Touristenzielen zählen unter anderem Shanghai, Peking, Xi’an oder Hangzhou.

### Naturtourismus

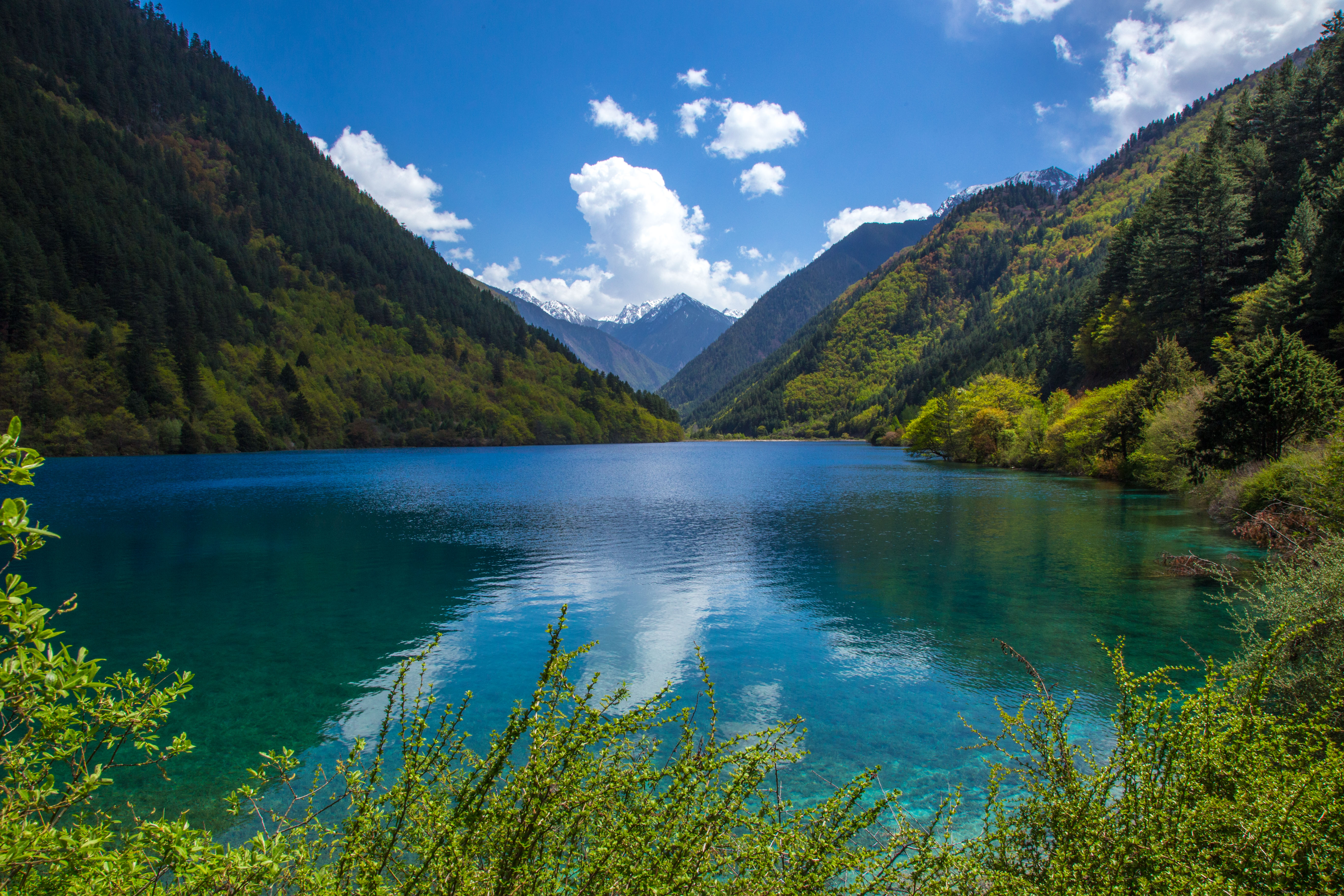
Jiuzhaigou

Touristen, die die Natur Chinas bewundern wollen, bietet sich eine Vielfalt an Möglichkeiten. Aufgrund der Größe des Landes ist es möglich, verschiedene Landschaften zu besichtigen. Dazu zählen Landschaften, die von Regen- und Feuchtwäldern dominiert werden, aber auch Wüsten oder Berglandschaften sind vorhanden.
Über zwei Drittel des chinesischen Festlandes bestehen aus Berg- und Hügellandschaften und drei Viertel des Festlandes liegen höher als 500 Meter über dem Meeresspiegel. Es bieten sich einige Naturparks an, wie der Jiuzhaigou- und Huanglong-Nationalpark oder das Huangshan- und Wulingyuan-Gebirge.

### Kulturtourismus

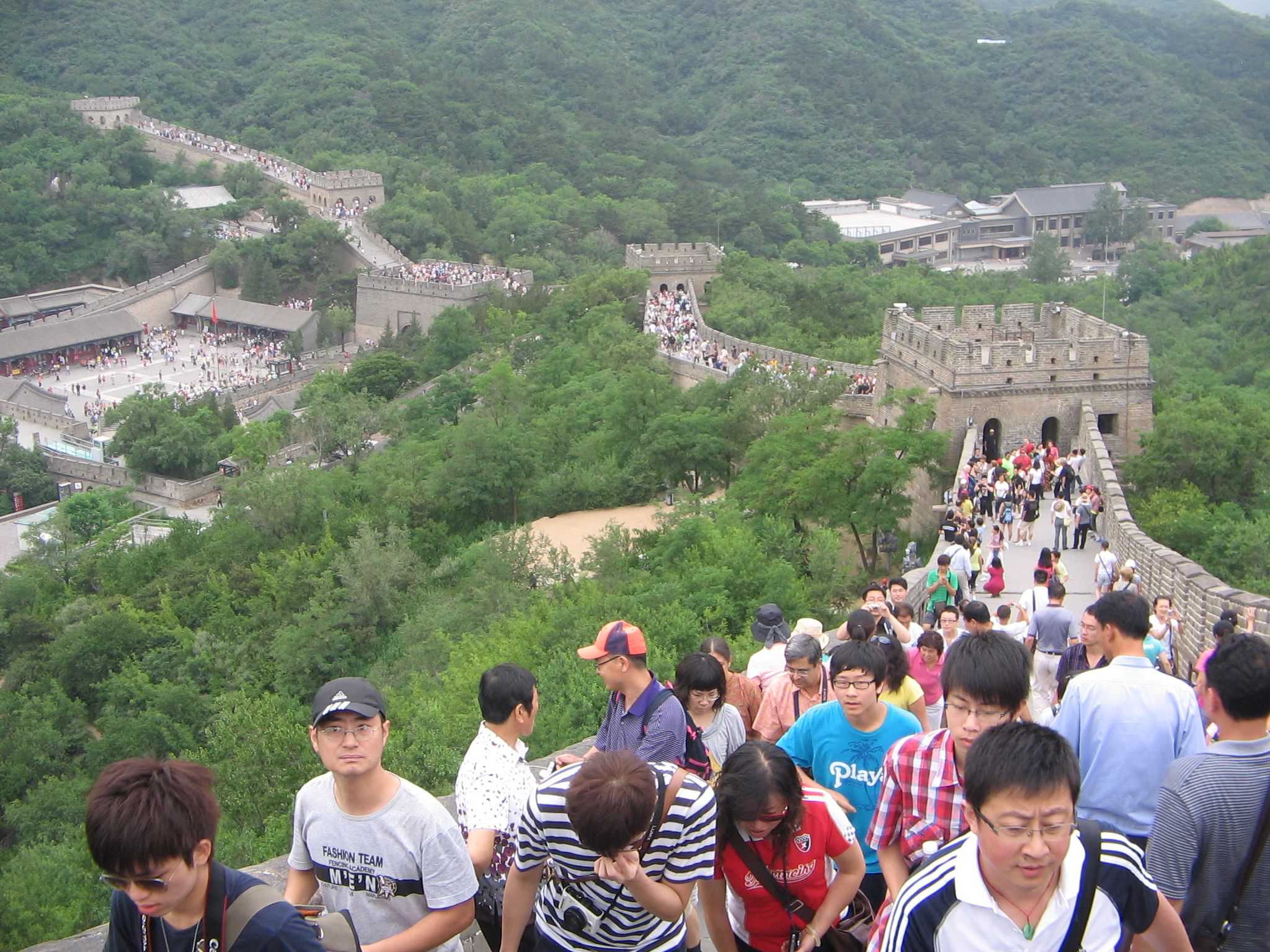
Besuchermassen auf der Großen Mauer

Chinas Geschichte hat einige kulturelle Schätze hinterlassen, die sich als Touristenziel anbieten. Ein berühmtes Beispiel ist die Chinesische Mauer. Der meistbesuchte Abschnitt der Mauer heißt Badaling. Im Jahr 2001 besuchten 63 Millionen Menschen diesen Teil der Mauer. Ein weiteres Beispiel ist die Verbotene Stadt in Peking. Sie ist der größte Palastkomplex der Welt. Ein Trend des Kulturtourismus geht in Richtung der ländlichen Provinzen, wo zahlreiche Minderheiten ihren Traditionen nachkommen. Vor allem Chinesen aus großen und bevölkerungsreichen Städten zieht es dorthin. Dennoch sind einige dieser Orte nicht mehr ruhig und idyllisch, seit die Regierung Geld in ihre Erschließung investiert hat, wie es an dem Dorf Zhaoxing in der südchinesischen Provinz Guizhou zu beobachten ist.

## Touristische Infrastruktur
Da die touristische Nachfrage in China in den letzten Jahrzehnten angestiegen ist, werden von 2016 bis 2020 die Straßen zu den wichtigsten Touristenattraktionen saniert. In Zukunft sollen verstärkt emissionsfreie Reisen durch den Ausbau von interregionalen Fahrradwegen gestärkt werden. Besonders der schlechte Zustand der sanitären Anlagen soll verbessert werden. Daher sollen 100.000 Toiletten an den Attraktionen errichtet und modernisiert werden. Insgesamt sollen für den Ausbau der touristischen Infrastruktur umgerechnet 272 Milliarden Euro investiert werden. Durch die geplanten Maßnahmen sollen chinesische Touristenattraktionen attraktiver für Touristen werden und damit die Wirtschaft ankurbeln.

## Belege
1. ↑  Länderprofil China. (PDF) Wirtschaftskammer Österreich, April 2018, S. S. 6, abgerufen am 25. Juni 2018.
2. ↑  Maitreyee Shilpa Kishor: Top 10 Most Visited Countries In The World. In: Earth&World. 21. Juni 2018, abgerufen am 25. Juni 2018 (englisch).
3. ↑  China Inbound Tourism in 2016. In: Travel China Guide. Abgerufen am 25. Juni 2018.
4. 1 2  2017 China Tourism Statistics: Facts & Figures. In: Travel China Guide. Abgerufen am 25. Juni 2018.
5. ↑  Rochelle Turner: The Economic Impact of Travel and Tourism. (PDF) World Travel & Tourism Council, Mai 2018, S. 4, abgerufen am 25. Juni 2018 (englisch).
6. 1 2  Beate Schulz-Montag; Björn Theis; Johannes Mahn; Michael Rudolph; Mario Habig; Jessica Bruns; Kristof Brollowski: Neue Chinesische Touristen in Europa 2017+. (PDF) TUI AG – TUI Think Tank, Juni 2012, S. 7, abgerufen am 25. Juni 2018.
7. ↑  Klaus Viedebantt: Der Yuan soll rollen. In: Die Zeit Online. 18. Februar 1983, abgerufen am 26. Juni 2018.
8. ↑  Ping Zhou: Tourism Developmentin China. In: ThoughtCo. 17. März 2017, abgerufen am 3. Juli 2018.
9. ↑  C. Lim, G.W. Pan: An Econometric Analysis of Inbound Tourism for China. (PDF) In: MODSIM 2003 International Congress on Modelling and Simulation. Modelling and Simulation Society of Australia and New Zealand, 2003, S. 5, abgerufen am 25. Juni 2018 (englisch).
10. ↑  Tourists in China by country of origin. In: Statista. Abgerufen am 25. Juni 2018 (englisch).
11. ↑  Jason Tan: China Outbound Tourism Hits Record High in 2017 - Caixin Global. In: Caixin. 5. März 2018, abgerufen am 25. Juni 2018 (englisch).
12. ↑  Valeria Croce: Tourism in Focus - The Chinese Outbound Travel Market. (PDF) Virtual Tourism Observatory, 2016, S. 4–6, abgerufen am 25. Juni 2018 (englisch).
13. ↑  Julian Rohrer: Wie China im Kampf um weltweiten Einfluss Touristen zur Waffe macht. In: FOCUS Online. 7. Juni 2018, abgerufen am 3. Juli 2018.
14. ↑  Mass tourism: China allows group travel to Germany again. In: Teller Report. 10. August 2023, abgerufen am 12. August 2023.
15. ↑  China Power Team: Is China attracting foreign visitors? In: China Power. 2. Februar 2016, abgerufen am 25. Juni 2018 (englisch).
16. ↑  Lew, Alan A.: Tourism in China. Haworth Hospitality Press, New York 2003, ISBN 0-7890-1281-2, S. 84.
17. ↑  Qi Chen: Chinas Tourismuseinnahmen zweistellig gewachsen_China.org.cn. In: german.china.org.cn. 8. Februar 2018, abgerufen am 25. Juni 2018.
18. ↑  China - Deviseneinnahmen durch ausländische Touristen bis 2016 | Statistik. In: Statista. Abgerufen am 25. Juni 2018.
19. ↑  factfish Internationaler Tourismus, Einnahmen für China. In: Factfish - research made simple! Abgerufen am 25. Juni 2018.
20. ↑  Das waren 2017 die meistbesuchten Städte der Welt. In: Welt. 3. Februar 2018, abgerufen am 25. Juni 2018 (deutsch).
21. ↑  Steffen Wurzel: Silicon Valley Chinas - Hip, modern, Shenzen. In: deutschlandfunkkultur. 3. November 2014, abgerufen am 4. Juli 2018.
22. ↑  Chinas 10 bedeutendste Orte. In: China-Park. Abgerufen am 3. Juli 2018.
23. ↑  Natur pur! Die Top 10 Naturparks in China. In: China Tours. 1. Juli 2013, abgerufen am 3. Juli 2018.
24. ↑  China Tourism: China / Fremdenverkehrsamt der Volksrepublik China - China Tourismus. Abgerufen am 25. Juni 2018.
25. ↑  Fakten über die Große Mauer. In: China Rundreisen. Abgerufen am 25. Juni 2018.
26. ↑  Famous Historic Buildings & Archaeological Sitesin China ? Great Wall, Forbidden City, Temple of Heaven, Terracotta Warriors/Army, Potala Palace, Lhas. Abgerufen am 25. Juni 2018 (englisch).
27. ↑  Monika Maier-Albang: Tourismus im ländlichen China. In: Süddeutsche Zeitung. 22. November 2014, abgerufen am 3. Juli 2018.
28. ↑  Qi Chen: Bessere touristische Infrastruktur soll Chinas Wirtschaft ankurbeln_China.org.cn. In: german.china.org.cn. 8. März 2014, abgerufen am 25. Juni 2018 (englisch).
29. ↑  China kurbelt Tourismus mit 272 Milliarden Euro an. In: Die Presse. (diepresse.com [abgerufen am 25. Juni 2018]).

Afghanistan |
Armenien |
Aserbaidschan |
Bahrain |
Bangladesch |
Bhutan |
Brunei Darussalam |
China |
Georgien |
Indien |
Indonesien |
Irak |
Iran |
Israel |
Japan |
Jemen |
Jordanien |
Kambodscha |
Kasachstan |
Katar |
Kirgisistan |
Korea, Nord- |
Korea, Süd- |
Kuwait |
Laos |
Libanon |
Malaysia |
Malediven |
Mongolei |
Myanmar |
Nepal |
Oman |
Osttimor |
Pakistan |
Philippinen |
Russland |
Saudi-Arabien |
Singapur |
Sri Lanka |
Syrien |
Tadschikistan |
Thailand |
Turkmenistan |
Türkei |
Usbekistan |
Vereinigte Arabische Emirate |
Vietnam |
Zypern
Tourismus nach Staat in:

Afrika |
Asien |
Australien und Ozeanien |
Europa |
Nord- und Südamerika